# Saint Croix Island
Saint Croix Island ist eine kleine unbewohnte Insel im St. Croix River im US-Bundesstaat Maine. Sie liegt etwa 6 km oberhalb der Mündung in den Atlantischen Ozean. Der Fluss bildet die Grenze zur kanadischen Provinz New Brunswick, die Insel befindet sich in amerikanischen Gewässern. Auf ihr lag ab 1604 die erste Siedlung französischer Pelzhändler in Nordamerika.
Die 26.000 m² große Insel hat eine Länge von 200 m und eine Breite von 100 m. Die nächste Stadt ist Calais auf amerikanischer Seite. Im Jahr 1949 wurde die Insel als Saint Croix Island National Monument ausgewiesen und im Jahr 1984 in Saint Croix Island International Historic Site umgewidmet. Sie wird vom National Park Service verwaltet. Die Insel selbst ist für Besucher unzugänglich, ein kleines Besucherzentrum mit Museum befindet sich am Ufer auf der US-Seite. Am gegenüberliegenden, kanadischen Ufer stehen Informationstafeln.

## Geschichte
Das Volk der Passamaquoddy siedelte hier einige Jahrhunderte vor der Entdeckung durch die Europäer. 1604 erreichte eine Expedition von Pierre Dugua de Mons die Insel. Der Edelmann aus Saint-Malo in der Bretagne hatte im Vorjahr von Heinrich IV. von Frankreich das königliche Privileg zur Kolonisation Nordamerikas zwischen dem 40. und dem 60. Breitengrad und das Monopol für Fischfang und Pelzhandel in allen französischen Besitzungen auf dem nordamerikanischen Kontinent verliehen bekommen. Er gründete mit Kaufleuten aus der Bretagne eine Handelsgesellschaft und überquerte den Atlantik.
Die Teilnehmer der Expedition verbrachten den Winter 1604/05 auf der Insel. Etwa die Hälfte von ihnen starben unter den harschen Lebensbedingungen. Als Todesursache wurde anhand von Knochenresten Skorbut nachgewiesen. Die Überlebenden zogen im Frühling 1605 in die Bay of Fundy um, wo sie die Siedlung Port Royal (heute Annapolis Royal) gründeten. Unter ihnen war Samuel de Champlain, der 1608 Québec gründete und so den ersten Schritt ins Innere des Kontinents machte.
Die Siedlung auf der Insel wurde noch bis 1613 ausgebaut, als der englische Kapitän Samuel Argall aus der Kolonie Jamestown in Virginia die französischen Siedler von der Küste vertrieb. In Saint Croix Island zwang er die Einwohner, die Insel zu verlassen und riss die Gebäude nieder, in Port Royal brannte er die Siedlung ab, als die Bewohner auf dem Feld arbeiteten. Auch die erst im selben Jahr gegründete Jesuiten-Mission auf Mount Desert Island wurde von ihm zerstört. Das zwischen Großbritannien und Frankreich umstrittene Gebiet wurde für rund 150 Jahre zum Niemandsland. Die Indianer der Passamaquoddy, Maliseet, Penobscot, Mi’kmaq und Abenaki waren die einzigen Bewohner der Region.
1783 wurde im Frieden von Paris der „Saint Croix River“ als Grenze zwischen den unabhängigen Vereinigten Staaten und Britisch-Nordamerika bestimmt. Es war aber unsicher, welcher Fluss der Saint Croix ist. Erst 1793 fand der Kanadier Robert Pagan mit Hilfe einer Kopie von Champlains Landkarte Saint Croix Island und dort die Ruinen der Siedlung, die er durch französisches Porzellan identifizieren konnte. Dadurch wurde der Grenzstreit beigelegt.
Im 19. Jahrhundert wurde die Insel besiedelt, Sand und Kies wurden abgebaut und ein Leuchtturm errichtet. Die Siedlung wurde noch vor 1900 aufgegeben, der Leuchtturm brannte 1950 ab und wurde nicht wieder hergestellt.
Frühere Namen der Insel waren Muttoneguis (in der Sprache der Passamaquoddy), Bone Island im 17. Jahrhundert, Neutral Island (im Britisch-Amerikanischen Krieg 1812–1814 kein Staatsgebiet) und Dochet Island, ein Name, der bei Einheimischen noch in Verwendung ist.